# Ceratagallia robusta
Ceratagallia robusta är en insektsart som beskrevs av Paul W. Oman 1933. Ceratagallia robusta ingår i släktet Ceratagallia och familjen dvärgstritar.

## Underarter
Arten delas in i följande underarter:
- C. r. poudris
- C. r. compacta
- C. r. whitcombi